# Pavel Brutt
Pavel Brutt (russisk: Павел Александрович Брутт tr. Pavel Aleksandrovitj Brutt , født 29. januar 1982) er en russisk tidligere professionel cykelrytter.